# Calamus deerratus
Calamus deerratus är en enhjärtbladig växtart som beskrevs av Gustav Mann och Hermann Wendland. Calamus deerratus ingår i släktet Calamus och familjen Arecaceae. Inga underarter finns listade i Catalogue of Life.